# Forsthaus Klaptow
Forsthaus Klaptow war ein Wohnplatz in der preußischen Provinz Pommern. 
Der Wohnplatz bestand aus dem Forsthaus des Gutes Klaptow. Er lag nordöstlich von Klaptow in der Nähe der späteren Clara-von-Wedel-Brücke über die Persante. 
Das Forsthaus wurde erstmals in Heinrich Berghaus’ Landbuch (1867) unter der Bezeichnung „Jägerkathen“ erwähnt. 
Im Jahre 1871 wurden hier 10 Einwohner gezählt, im Jahre 1895 4 Einwohner und im Jahre 1905 5 Einwohner. Kurz vor 1914 wurde das Forsthaus aufgegeben. Doch wurde es offiziell noch bis 1945 als ein Wohnplatz geführt. Ab der 1928 erfolgten Eingemeindung von Klaptow nach Peterfitz wurde Forsthaus Klaptow als ein Wohnplatz in der Gemeinde Peterfitz geführt und gehörte mit dieser zum Kreis Kolberg-Körlin.
Nach 1945 kam das Gebiet, wie ganz Hinterpommern, an Polen. Heute liegt die Wüstung in der Woiwodschaft Westpommern, im Gemeindegebiet der polnischen Gmina Dygowo (Gemeinde Degow).